# Ototylomys phyllotis
Ototylomys phillotis és una espècie de mamífer rosegador de la família dels cricètids.
La llargada de cap a gropa és d'entre 12 i 16 cm, la llargada de la cua d'entre 11 i 17 cm i el pes d'entre 34 i 84 grams. Viu en arbres a selves pluvials i boscos tropicals i subtropicals de frondoses secs des del nivell de mar fins a una altitud de 1.900 metres. Viu des de Yucatán i Chiapas, al sud de Mèxic, fins al sud-est de Costa Rica. És un rosegador nocturn que menja fruita, llavors i fulles.